# دایکی ۹۲۲۵
سیارک ۹۲۲۵ (به انگلیسی: 9225 Daiki، نامگذاری:1996AU)۹۲۲۵مین سیارک کشف شده‌است که در ۱۰ ژانویه ۱۹۹۶ کشف شد.